# Luis Ernesto Tapia
Luis Ernesto Tapia (21. října 1944, Panamá – 13. listopadu 2024, Panamá) byl panamský fotbalista, útočník.

## Fotbalová kariéra
Hrál za El Granillo Panamá, Alianza FC, CD Atlético Marte, CD Universidad de El Salvador, CD Juventud Olímpica, Panamá Metro a Atlético Ciudad de Panamá. V salvadorské lize získal čtyři mistrovské tituly. Za reprezentaci Panamy nastoupil v letech 1963-1979 v 77 utkáních a dal 20 gólů. 